# Giuseppe Farina
Emilio Giuseppe Farina (Turín, Región de Piamonte, Reino de Italia; 30 de octubre de 1906-Aiguebelle, Saboya, Francia; 30 de junio de 1966), más conocido como Giuseppe Farina o Nino Farina, fue un piloto de automovilismo italiano, campeón de la temporada 1950 de Fórmula 1, siendo el primer ganador de una carrera y campeón de dicha categoría. También es hasta la actualidad el único piloto en lograr ganar su carrera debut y ser campeón en su primer año en la competición.
Nacido en Turín, Italia, Giuseppe estaba doctorado en derecho, y era sobrino del diseñador de automóviles Battista Farina.  Sus primeras experiencias en pista las hizo con Maserati, aunque su carrera comenzaría a florecer con su pase a Alfa Romeo, donde tuvo como compañero de equipo a Tazio Nuvolari.  A fines de la década de 1930, Farina ganó varios Gran Premios menores, que le permitieron obtener el título de campeón italiano de pilotos durante tres años seguidos (1937-1939). Al año siguiente lograría su primer triunfo grande, en el Gran Premio de Trípoli de 1940, en Libia. En el momento en que estaba llegando a su madurez como piloto, se desató la Segunda Guerra Mundial, y pasarían ocho años antes de que Farina pudiera ganar otro Gran Premio.
En la posguerra, Nino tomó parte de varios grandes premios con una Maserati propia, logrando de esta forma un triunfo en el Gran Premio de Mónaco de 1948. Cuando la Federación Internacional del Automóvil anunció el Campeonato Mundial de Fórmula 1 de 1950, Farina se aseguró una plaza en el equipo Alfa Romeo, junto a Juan Manuel Fangio y al italiano Luigi Fagioli, al mando de uno de los aparentemente invencibles 158 Alfetta. Farina obtuvo 3 victorias en 7 fechas del campeonato, y logró así su primer campeonato mundial en la categoría.
En 1951, se vio obligado a hacer el papel de escudero de Fangio, cuyo ritmo de carrera fue demasiado para Farina. El italiano logró un único triunfo en el Gran Premio de Bélgica, aunque ganó algunas de las carreras no válidas para el campeonato.  Tras su pase a Ferrari en 1952, Farina se vio otra vez sobrepasado por un piloto más joven, esta vez Alberto Ascari, quien logró 9 victorias consecutivas en pruebas por el campeonato entre 1952 y 1953.
El primer triunfo de Farina en Ferrari, que a la vez sería el último de sus 5 triunfos en el campeonato mundial de F1, se produjo en el Gran Premio de Alemania de 1953, disputado en Nürburgring.  En ese año, también formó un equipo con su amigo de F1 Mike Hawthorn, para disputar y ganar las 24 Horas de Spa.  A principios de 1954, Farina ganó una prueba del Campeonato Mundial de Resistencia, aunque tiempo después sufrió graves quemaduras en un accidente en la largada de Monza. El italiano intentó regresar a las pistas en 1955 tomando calmantes, y logró finalizar en la zona de puntos en ocasiones. Sin embargo, dándose cuenta de que no podría alcanzar su nivel de otrora, decidió retirarse al final de esa temporada.

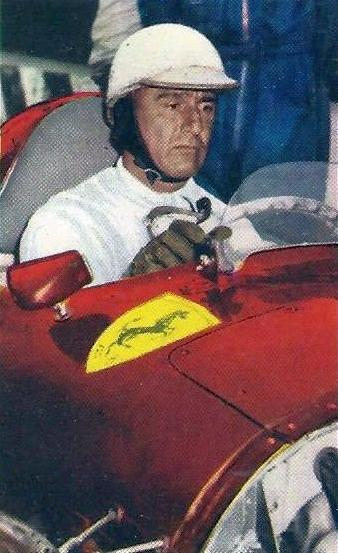
Farina en 1955

En 1956, Farina intentó disputar las 500 millas de Indianápolis, y más tarde sufrió una lesión en su cuello durante una carrera menor en Monza. Tras su recuperación, intentó regresar a las pistas en Indianápolis, pero desistió tras presenciar la muerte de un compañero que estaba probando el auto que le correspondía a Farina.
Figura notable de los primeros años de Fórmula 1, Farina era reconocido por su estilo de manejo y su inteligencia, pero también por su petulancia y su desprecio por sus rivales en la pista. Después de sufrir, en sus últimos años como piloto, numerosos accidentes y cicatrices (incluidas las quemaduras sufridas en Monza, 1954), Farina se retiró de la competencia y se hizo un exitoso distribuidor y vendedor de Alfa Romeo, también se involucró asistiendo en la fábrica de Pininfarina.
Había sobrevivido a la peligrosa profesión, pero en 1966 irónicamente perdió la vida en un accidente de autos fuera de pista, cuando viajaba por los Alpes de Saboya en Aiguebelle, cerca de Chambéry con su Lotus-Cortina, se dirigía como espectador al Gran Premio de Francia en Reims. Farina perdió el control, el auto resbaló y golpeó un poste de telégrafo, y el primer campeón mundial de la historia, murió instantáneamente.
Nino Farina fue enterrado en el Cementerio Monumental de Turín.

## Resultados

### Grandes Épreuves tras la Segunda Guerra Mundial
(Clave) (negrita indica pole position) (cursiva indica vuelta rápida)

| 1948    | Giuseppe Farina            | MON 1 | SUI Ret | FRA     |         |         |
| 1948    | Scuderia Ferrari           |       |         |         | ITA Ret | GBR     |
| 1949    | Giuseppe Farina            | GBR   | BEL Ret | SUI Ret |         |         |
| 1949    | Automobiles Talbot-Darracq |       |         |         | FRA Ret |         |
| 1949    | Escudería Milano           |       |         |         |         | ITA Ret |
| Fuente: |                            |       |         |         |         |         |

### Fórmula 1
(Clave) (negrita indica pole position) (cursiva indica vuelta rápida)

| Año     | Escudería        | 1       | 2       | 3       | 4       | 5       | 6       | 7       | 8     | 9     | Pos. | Puntos  |
| ------- | ---------------- | ------- | ------- | ------- | ------- | ------- | ------- | ------- | ----- | ----- | ---- | ------- |
| 1950    | Alfa Romeo SpA   | GBR 1   | MON Ret | 500     | SUI 1   | BEL 4   | FRA 7   | ITA 1   |       |       | 1.º  | 30      |
| 1951    | Alfa Romeo SpA   | SUI 3   | 500     | BEL 1   | FRA 5   | GBR Ret | GER Ret | ITA Ret | ESP 3 |       | 4.º  | 19 (22) |
| 1952    | Scuderia Ferrari | SUI Ret | 500     | BEL 2   | FRA 2   | GBR 6   | GER 2   | NED 2   | ITA 4 |       | 2.º  | 24 (27) |
| 1953    | Scuderia Ferrari | ARG Ret | 500     | NED 2   | BEL Ret | FRA 5   | GBR 3   | GER 1   | SUI 2 | ITA 2 | 3.º  | 32 (26) |
| 1954    | Scuderia Ferrari | ARG 2†  | 500     | BEL Ret | FRA     | GBR     | GER     | SUI     | ITA   | ESP   | 8.º  | 6       |
| 1955    | Scuderia Ferrari | ARG 3   | MON 4   | 500     | BEL 3   | NED     | GBR     | ITA DNS |       |       | 5.º  | 10 1⁄3  |
| 1956    | Scuderia Ferrari | ARG     | MON     | 500 DNQ | BEL     | FRA     | GBR     | GER     | ITA   |       | NC   | 0       |
| Fuente: |                  |         |         |         |         |         |         |         |       |       |      |         |

- † Monoplaza compartido.